# Abraham Bahachille
Abraham Bahachille García (Caracas, 8 marzo 2001) è un calciatore venezuelano, centrocampista svincolato.

## Caratteristiche tecniche
È un mediano adattabile anche al centro della difesa.

## Carriera
Cresciuto nel settore giovanile del Metropolitanos, debutta in prima squadra il 3 marzo 2019 in occasione dell'incontro di Primera División vinto 2-0 contro lo Zulia.

## Statistiche
Statistiche aggiornate al 4 giugno 2021.

### Presenze e reti nei club
| Stagione        | Squadra         | Campionato      | Campionato | Campionato | Coppe nazionali | Coppe nazionali | Coppe nazionali | Coppe continentali | Coppe continentali | Coppe continentali | Altre coppe | Altre coppe | Altre coppe | Totale | Totale | Totale |
| Stagione        | Squadra         | Comp            | Pres       | Reti       | Comp            | Pres            | Reti            | Comp               | Pres               | Reti               | Comp        | Pres        | Reti        | Pres   | Reti   |        |
| --------------- | --------------- | --------------- | ---------- | ---------- | --------------- | --------------- | --------------- | ------------------ | ------------------ | ------------------ | ----------- | ----------- | ----------- | ------ | ------ | ------ |
| 2019            | Metropolitanos  | PD              | 11         | 0          | CV              | 6               | 1               |                    | -                  | -                  |             | -           | -           | 17     | 1      |        |
| 2020            | Metropolitanos  | PD              | 17         | 0          | CV              | 0               | 0               |                    | -                  | -                  |             | -           | -           | 17     | 0      |        |
| 2021            | Metropolitanos  | PD              | 2          | 0          | CV              | 0               | 0               | CS                 | 7                  | 1                  |             | -           | -           | 9      | 1      |        |
| Totale carriera | Totale carriera | Totale carriera | 30         | 0          |                 | 6               | 1               |                    | 7                  | 1                  |             | -           | -           | 43     | 2      |        |